# Wolverhampton Wanderers Football Club 2022-2023
Questa voce raccoglie le informazioni riguardanti il Wolverhampton Wanderers Football Club nelle competizioni ufficiali della stagione 2022-2023.

## Stagione
Questa stagione è la quinta stagione consecutiva in Premier League per il Wolverhampton. Oltre alla partecipazione in Premier League, il Wolverhampton prenderà parte alla FA Cup ed alla EFL Cup.

## Maglie e sponsor
Il fornitore tecnico per la stagione 2022-2023 è Castore, mentre lo sponsor ufficiale è AstroPay.
|  | Casa | Trasferta | Third |

## Rosa
In corsivo i calciatori ceduti durante la stagione.
| N. |                           | Ruolo | Calciatore         |
| -- | ------------------------- | ----- | ------------------ |
| 1  | Portogallo (bandiera)     | P     | José Sá            |
| 3  | Francia (bandiera)        | D     | Rayan Aït-Nouri    |
| 4  | Irlanda (bandiera)        | D     | Nathan Collins     |
| 5  | Gabon (bandiera)          | C     | Mario Lemina       |
| 6  | Mali (bandiera)           | C     | Boubacar Traoré    |
| 7  | Portogallo (bandiera)     | C     | Pedro Neto         |
| 8  | Portogallo (bandiera)     | C     | Rúben Neves ()     |
| 9  | Messico (bandiera)        | A     | Raúl Jiménez       |
| 10 | Portogallo (bandiera)     | A     | Daniel Podence     |
| 11 | Corea del Sud (bandiera)  | A     | Hwang Hee-chan     |
| 12 | Brasile (bandiera)        | A     | Matheus Cunha      |
| 13 | Montenegro (bandiera)     | P     | Matija Šarkić      |
| 14 | Colombia (bandiera)       | D     | Yerson Mosquera    |
| 15 | Costa d'Avorio (bandiera) | D     | Willy Boly         |
| 15 | Inghilterra (bandiera)    | D     | Craig Dawson       |
| 16 | Inghilterra (bandiera)    | D     | Conor Coady        |
| 17 | Portogallo (bandiera)     | A     | Gonçalo Guedes     |
| 18 | Inghilterra (bandiera)    | C     | Morgan Gibbs-White |
| 18 | Austria (bandiera)        | A     | Saša Kalajdžić     |

| N. |                        | Ruolo | Calciatore         |
| -- | ---------------------- | ----- | ------------------ |
| 19 | Spagna (bandiera)      | D     | Jonny              |
| 20 | Portogallo (bandiera)  | A     | Chiquinho          |
| 21 | Spagna (bandiera)      | A     | Pablo Sarabia      |
| 22 | Portogallo (bandiera)  | D     | Nélson Semedo      |
| 23 | Inghilterra (bandiera) | D     | Max Kilman         |
| 24 | Portogallo (bandiera)  | D     | Toti               |
| 25 | Irlanda (bandiera)     | C     | Connor Ronan       |
| 25 | Inghilterra (bandiera) | P     | Daniel Bentley     |
| 27 | Portogallo (bandiera)  | C     | Matheus Nunes      |
| 28 | Portogallo (bandiera)  | C     | João Moutinho      |
| 29 | Spagna (bandiera)      | C     | Diego Costa        |
| 32 | Belgio (bandiera)      | C     | Leander Dendoncker |
| 35 | Brasile (bandiera)     | C     | João Gomes         |
| 37 | Spagna (bandiera)      | C     | Adama Traoré       |
| 59 | Irlanda (bandiera)     | C     | Joe Hodge          |
| 64 | Spagna (bandiera)      | D     | Hugo Bueno         |
| 77 | Inghilterra (bandiera) | C     | Chem Campbell      |
| 81 | Giamaica (bandiera)    | D     | Dexter Lembikisa   |

## Calciomercato

### Sessione estiva
| Acquisti         | Acquisti          | Acquisti         | Acquisti                     |
| R.               | Nome              | da               | Modalità                     |
| ---------------- | ----------------- | ---------------- | ---------------------------- |
| C                | Matheus Nunes     | Sporting Lisbona | definitivo (45 milioni €)    |
| A                | Gonçalo Guedes    | Valencia         | definitivo (32,6 milioni €)  |
| D                | Nathan Collins    | Burnley          | definitivo (24,30 milioni €) |
| A                | Saša Kalajdžić    | Stoccarda        | definitivo (18 milioni €)    |
| A                | Hwang Hee-chan    | RB Lipsia        | definitivo (16,70 milioni €) |
| C                | Boubacar Traoré   | Metz             | prestito (2 milioni €)       |
| A                | Diego Costa       |                  | svincolato                   |
| Altre operazioni |                   |                  |                              |
| R.               | Nome              | da               | Modalità                     |
| D                | Adama Traoré      | Barcellona       | fine prestito                |
| D                | Rúben Vinagre     | Sporting Lisbona | fine prestito                |
| A                | Patrick Cutrone   | Empoli           | fine prestito                |
| C                | Bruno Jordão      | Grasshoppers     | fine prestito                |
| A                | Leonardo Bonatini | Grasshoppers     | fine prestito                |
| A                | Renat Dadashov    | Tondela          | fine prestito                |

| Cessioni         | Cessioni           | Cessioni          | Cessioni                     |
| R.               | Nome               | a                 | Modalità                     |
| ---------------- | ------------------ | ----------------- | ---------------------------- |
| C                | Morgan Gibbs-White | Nottingham Forest | definitivo (29,5 milioni €)  |
| C                | Leander Dendoncker | Aston Villa       | definitivo (15 milioni €)    |
| D                | Rúben Vinagre      | Sporting Lisbona  | definitivo (10,00 milioni €) |
| D                | Willy Boly         | Nottingham Forest | definitivo (2 milioni €)     |
| D                | Romain Saïss       | Beşiktaş          | definitivo (gratuito)        |
| D                | Marçal             | Botafogo          | definitivo (gratuito)        |
| P                | John Ruddy         | Birmingham City   | definitivo (gratuito)        |
| A                | Renat Dadashov     | Grasshoppers      | definitivo                   |
| Altre operazioni |                    |                   |                              |
| R.               | Nome               | a                 | Modalità                     |
| A                | Fábio Silva        | Anderlecht        | prestito                     |
| D                | Ki-Jana Hoever     | PSV               | prestito                     |
| D                | Conor Coady        | Everton           | prestito                     |
| D                | Ryan Giles         | Middlesbrough     | prestito                     |
| C                | Bruno Jordão       | Santa Clara       | prestito                     |
| A                | Francisco Trincão  | Barcellona        | fine prestito                |
| A                | Hwang Hee-chan     | RB Lipsia         | fine prestito                |
| P                | Louie Moulden      | Solihull Moors    | fine prestito                |
| A                | Patrick Cutrone    | Como              | definitivo                   |

### Sessione invernale
| Acquisti         | Acquisti         | Acquisti            | Acquisti                    |
| R.               | Nome             | da                  | Modalità                    |
| ---------------- | ---------------- | ------------------- | --------------------------- |
| C                | João Gomes       | Flamengo            | definitivo (18,7 milioni €) |
| C                | Mario Lemina     | Nizza               | definitivo (11 milioni €)   |
| A                | Pablo Sarabia    | Paris Saint-Germain | definitivo (5 milioni €)    |
| D                | Craig Dawson     | West Ham Utd        | definitivo (3,75 milioni €) |
| P                | Daniel Bentley   | Bristol City        | definitivo (57 mila €)      |
| A                | Matheus Cunha    | Atlético Madrid     | prestito                    |
| Altre operazioni |                  |                     |                             |
| R.               | Nome             | da                  | Modalità                    |
| A                | Fábio Silva      | Anderlecht          | fine prestito               |
| D                | Ki-Jana Hoever   | PSV                 | fine prestito               |
| A                | Leonardo Campana | Inter Miami         | fine prestito               |
| A                | Jeong Sang-bin   | Grasshoppers        | fine prestito               |
| P                | Louie Moulden    | Solihull Moors      | fine prestito               |

| Cessioni         | Cessioni         | Cessioni        | Cessioni                   |
| R.               | Nome             | a               | Modalità                   |
| ---------------- | ---------------- | --------------- | -------------------------- |
| A                | Leonardo Campana | Inter Miami     | definitivo (2,7 milioni €) |
| A                | Jeong Sang-bin   | Minnesota Utd   | definitivo (2,5 milioni €) |
| C                | Connor Ronan     | Colorado Rapids | definitivo (570 mila €)    |
| A                | Leonardo Campana | San Luis        | gratuito                   |
| A                | Gonçalo Guedes   | Benfica         | prestito                   |
| D                | Yerson Mosquera  | FC Cincinnati   | prestito                   |
| Altre operazioni |                  |                 |                            |
| R.               | Nome             | da              | Modalità                   |
| A                | Fábio Silva      | PSV             | prestito                   |
| D                | Ki-Jana Hoever   | Stoke City      | prestito                   |
| D                | Matija Šarkić    | Stoke City      | prestito                   |
| C                | Chem Campbell    | Wycombe         | prestito                   |

## Risultati

### Premier League

#### Girone di andata
| Arbitro: | Jones |

|                                  |           |            |
| Rodrigo 24’ Aït-Nouri 74’ (aut.) | Marcatori | 6’ Podence |

| Wolverhampton 13 agosto 2022, ore 15:00 WEST 2ª giornata | Wolverhampton | 0 – 0 referto | Fulham | Molineux Stadium (31 178 spett.)\| Arbitro: \| Brooks \| |
| Arbitro:                                                 | Brooks        |               |        |                                                          |

| Arbitro: | Hooper |

|          |           |  |
| Kane 64’ | Marcatori |  |

| Arbitro: | Bankes |

|           |           |                   |
| Neves 38’ | Marcatori | 90’ Saint-Maximin |

| Bournemouth 31 agosto 2022, ore 19:30 WEST 5ª giornata | Bournemouth | 0 – 0 referto | Wolverhampton | Vitality Stadium (10 113 spett.)\| Arbitro: \| Taylor \| |
| Arbitro:                                               | Taylor      |               |               |                                                          |

| Arbitro: | Brooks |

|               |           |  |
| Podence 45+1’ | Marcatori |  |

| Arbitro: | Tierney |

|                        |           |  |
| van Dijk 73’ Salah 77’ | Marcatori |  |

| Arbitro: | Taylor |

|  |           |                                   |
|  | Marcatori | 1’ Grealish 16’ Haaland 69’ Foden |

| Arbitro: | Tierney |

|                        |           |  |
| Scamacca 29’ Bowen 54’ | Marcatori |  |

| Arbitro: | Hooper |

|                                     |           |  |
| Havertz 45+3’ Pulisic 54’ Broja 89’ | Marcatori |  |

| Arbitro: | Bramall |

|                        |           |  |
| Rúben Neves 56’ (rig.) | Marcatori |  |

| Arbitro: | Coote |

|                  |           |            |
| Eze 47’ Zaha 70’ | Marcatori | 31’ Traoré |

| Arbitro: | Oliver |

|  |           |                                                |
|  | Marcatori | 8’ Tielemans 19’ Barnes 65’ Maddison 79’ Vardy |

| Arbitro: | Madley |

|         |           |           |
| Mee 50’ | Marcatori | 52’ Neves |

| Arbitro: | Scott |

|                             |           |                                 |
| Guedes 12’ Neves 35’ (rig.) | Marcatori | 10’ Lallana 44’ Mitoma 83’ Groß |

| Arbitro: | Attwell |

|  |           |                   |
|  | Marcatori | 54’, 75’ Ødegaard |

| Arbitro: | Pawson |

|         |           |                             |
| Mina 7’ | Marcatori | 22’ Podence 90+5’ Aït-Nouri |

| Arbitro: | Jones |

|  |           |              |
|  | Marcatori | 76’ Rashford |

| Arbitro: | Gillett |

|          |           |             |
| Ings 78’ | Marcatori | 12’ Podence |

#### Girone di ritorno
| Arbitro: | Hooper |

|             |           |  |
| Podence 48’ | Marcatori |  |

| Arbitro: | Coote |

|                              |           |  |
| Haaland 40’, 50’ (rig.), 54’ | Marcatori |  |

| Arbitro: | Tierney |

|                                      |           |  |
| Matip 5’ (aut.) Dawson 12’ Neves 71’ | Marcatori |  |

| Arbitro: | Gillett |

|             |           |                                    |
| Alcaraz 24’ | Marcatori | 72’ (aut.) Bednarek 87’ João Gomes |

| Arbitro: | Salisbury |

|  |           |               |
|  | Marcatori | 49’ Tavernier |

| Arbitro: | Oliver |

|             |           |             |
| Solomon 64’ | Marcatori | 23’ Sarabia |

| Arbitro: | Robinson |

|               |           |  |
| A. Traoré 82’ | Marcatori |  |

| Arbitro: | Madley |

|                      |           |           |
| Isak 26’ Almirón 79’ | Marcatori | 70’ Hwang |

| Arbitro: | Salisbury |

|                     |           |                                                         |
| Jonny 65’ Cunha 73’ | Marcatori | 6’ Harrison 49’ Ayling 62’ R. Christensen 90+7’ Rodrigo |

| Arbitro: | Kavanagh |

|                |           |             |
| B. Johnson 38’ | Marcatori | 83’ Podence |

| Arbitro: | Bankes |

|              |           |  |
| M. Nunes 31’ | Marcatori |  |

| Arbitro: | Tierney |

|                           |           |  |
| Diego Costa 27’ Hwang 69’ | Marcatori |  |

| Arbitro: | Madley |

|                            |           |           |
| Iheanacho 37’ Castagne 75’ | Marcatori | 13’ Cunha |

| Arbitro: | R. Jones |

|                                                |           |  |
| J. Andersen 3’ (aut.) Ruben Neves 90+4’ (rig.) | Marcatori |  |

| Arbitro: | Coote |

|                                              |           |  |
| Undav 6’, 66’ Groß 13’, 26’ Welbeck 39’, 48’ | Marcatori |  |

| Arbitro: | Attwell |

|         |           |  |
| Toti 9’ | Marcatori |  |

| Arbitro: | Brooks |

|                            |           |  |
| Martial 32’ Garnacho 90+4’ | Marcatori |  |

| Arbitro: | Coote |

|           |           |               |
| Hwang 34’ | Marcatori | 90+9’ Y. Mina |

| Arbitro: | Marriner |

|                                              |           |  |
| Xhaka 11’, 14’ Saka 27’ Jesus 58’ Kiwior 78’ | Marcatori |  |

### FA Cup
| Arbitro: | Madley |

|                     |           |                      |
| Núñez 45’ Salah 52’ | Marcatori | 26’ Guedes 66’ Hwang |

| Arbitro: | Marriner |

|  |           |             |
|  | Marcatori | 13’ Elliott |

### EFL Cup
| Arbitro: | Bramall |

|                       |           |              |
| Jiménez 8’ Traoré 29’ | Marcatori | 48’ Woodburn |

| Arbitro: | Marriner |

|                     |           |  |
| Boubacar Traoré 85’ | Marcatori |  |

| Arbitro: | Salisbury |

|                                    |           |  |
| Jiménez 77’ (rig.) Aït-Nouri 90+1’ | Marcatori |  |

| Arbitro: | Scott |

|                                              |                      |                                 |
| Boly 18’                                     | Marcatori            | 64’ Jiménez                     |
| Surridge Freuler Worrall Gibbs-White Colback | Tiri di rigore 4 – 3 | Neves Podence Nunes Cunha Hodge |

## Statistiche

### Statistiche di squadra
| Competizione   | Punti | In casa | In casa | In casa | In casa | In casa | In casa | In trasferta | In trasferta | In trasferta | In trasferta | In trasferta | In trasferta | Totale | Totale | Totale | Totale | Totale | Totale | DR  |
| Competizione   | Punti | G       | V       | N       | P       | Gf      | Gs      | G            | V            | N            | P            | Gf           | Gs           | G      | V      | N      | P      | Gf     | Gs     | DR  |
| -------------- | ----- | ------- | ------- | ------- | ------- | ------- | ------- | ------------ | ------------ | ------------ | ------------ | ------------ | ------------ | ------ | ------ | ------ | ------ | ------ | ------ | --- |
| Premier League | 41    | 19      | 9       | 3       | 7       | 19      | 20      | 19           | 2            | 5            | 12           | 12           | 38           | 38     | 11     | 8      | 19     | 31     | 58     | -27 |
| FA Cup         | -     | 1       | 0       | 0       | 1       | 0       | 1       | 1            | 0            | 1            | 0            | 2            | 2            | 2      | 0      | 1      | 1      | 2      | 3      | -1  |
| League Cup     | -     | 3       | 3       | 0       | 0       | 5       | 1       | 1            | 0            | 1            | 0            | 1            | 1            | 4      | 3      | 1      | 0      | 6      | 2      | +4  |
| Totale         | -     | 23      | 12      | 3       | 8       | 24      | 22      | 21           | 2            | 7            | 12           | 15           | 41           | 44     | 14     | 10     | 20     | 39     | 63     | -24 |

### Andamento in campionato
| Giornata  | 1  | 2  | 3  | 4  | 5  | 6  | 7  | 8  | 9  | 10 | 11 | 12 | 13 | 14 | 15 | 16 | 17 | 18 | 19 | 20 | 21 | 22 | 23 | 24 | 25 | 26 | 27 | 28 | 29 | 30 | 31 | 32 | 33 | 34 | 35 | 36 | 37 | 38 |
| --------- | -- | -- | -- | -- | -- | -- | -- | -- | -- | -- | -- | -- | -- | -- | -- | -- | -- | -- | -- | -- | -- | -- | -- | -- | -- | -- | -- | -- | -- | -- | -- | -- | -- | -- | -- | -- | -- | -- |
| Luogo     | T  | C  | T  | C  | T  | C  | T  | C  | T  | T  | C  | T  | C  | T  | C  | C  | T  | C  | T  | C  | T  | C  | T  | C  | T  | C  | T  | C  | T  | C  | C  | T  | C  | T  | C  | T  | C  | T  |
| Risultato | P  | N  | P  | N  | N  | V  | P  | P  | P  | P  | V  | P  | P  | N  | P  | P  | V  | P  | N  | V  | P  | V  | V  | P  | N  | V  | P  | P  | N  | V  | V  | P  | V  | P  | V  | P  | N  | P  |
| Posizione | 13 | 14 | 18 | 19 | 18 | 14 | 14 | 18 | 18 | 17 | 18 | 19 | 19 | 19 | 19 | 20 | 18 | 19 | 19 | 16 | 17 | 15 | 15 | 15 | 15 | 13 | 13 | 13 | 14 | 13 | 13 | 14 | 13 | 14 | 13 | 13 | 13 | 13 |

Legenda:

Luogo: C = Casa; T = Trasferta. Risultato: V = Vittoria; N = Pareggio; P = Sconfitta.